# Brent Headrick
Brent Wayne Headrick (Braidwood, Illinois, 17 de diciembre de 1997), más conocido como Brent Headrick, es un jugador profesional estadounidense de béisbol que se desempeña en la posición de lanzador en Minnesota Twins, equipo de las Grandes Ligas de Béisbol (MLB).

## Carrera
En 2023, Headrick hizo su debut en la MLB con el equipo Minnesota Twins, donde lleva jugando dos temporadas.